# Italienische Eishockeymeisterschaft 1930
Die Saison 1930 war die vierte Austragung der italienischen Meisterschaft und die erste in Form einer Liga, der späteren Serie A. Meister wurde zum insgesamt vierten Mal in der Vereinsgeschichte der Hockey Club Milano.

## Modus
In der Hauptrunde wurde die Liga in zwei Gruppen mit jeweils drei Mannschaften aufgeteilt. Die Erstplatzierten beider Gruppen qualifizierten sich für das Qualifikationsspiel um das Finale, für das der Vorjahresmeister Hockey Club Milano direkt qualifiziert war. Für einen Sieg erhielt jede Mannschaft zwei Punkte, bei einem Unentschieden gab es einen Punkt und bei einer Niederlage null Punkte.

## Hauptrunde

### Gruppe A
| 25./26. Januar 1930 | HC Milano II | 5:0 | Società Pattinatori Valentino Torino | Klobenstein |

| 25./26. Januar 1930 | HC Milano II | 4:0 | HC Ortisei | Klobenstein |

| 25./26. Januar 1930 | HC Ortisei | 2:0 | Società Pattinatori Valentino Torino | Klobenstein |

|    | Klub                                 | Sp | S | U | N | Tore | Punkte |
| -- | ------------------------------------ | -- | - | - | - | ---- | ------ |
| 1. | Hockey Club Milano II                | 2  | 2 | 0 | 0 | 9:0  | 4      |
| 2. | HC Ortisei                           | 2  | 1 | 0 | 1 | 2:4  | 2      |
| 3. | Società Pattinatori Valentino Torino | 2  | 0 | 0 | 2 | 0:7  | 0      |

Sp = Spiele, S = Siege, U = unentschieden, N = Niederlagen

### Gruppe B
|  | GSD Cortina | 13:0 | Societa Patinattori Varese | Klobenstein |

|  | GSD Cortina | 4:1 | SC Renon | Klobenstein |

|  | SC Renon | 4:1 | Societa Patinattori Varese | Klobenstein |

|    | Klub                       | Sp | S | U | N | Tore | Punkte |
| -- | -------------------------- | -- | - | - | - | ---- | ------ |
| 1. | GSD Cortina                | 2  | 2 | 0 | 0 | 17:1 | 4      |
| 2. | SC Renon                   | 2  | 1 | 0 | 1 | 5:5  | 2      |
| 3. | Societa Patinattori Varese | 2  | 0 | 0 | 2 | 1:17 | 0      |

## Final-Qualifikation
| 26. Januar 1930 | GSD Cortina | 2:0 | Hockey Club Milano II | Klobenstein |

## Finale
| 9. Februar 1930 | Hockey Club Milano Decio Trovati (25.) Francesco Roncarelli (34.) Guido Botturi (34:30) | 3:0 (0:0, 3:0, 0:0) | GSD Cortina | Palazzo del ghiaccio, Cortina d’Ampezzo |

## Meistermannschaft
Gianmario Baroni, Guido Botturi, Alberto De Bernardi, Tino De Mazzeri, Augusto Gerosa, Ernesto Iscaki, Camillo Mussi, Francesco Roncarelli, Decio Trovati, Enrico Calcaterra